# Supayang
Supayang is een bestuurslaag in het regentschap Tanah Datar van de provincie West-Sumatra, Indonesië. Supayang telt 1055 inwoners (volkstelling 2010).